# Lijst van beelden in Eindhoven

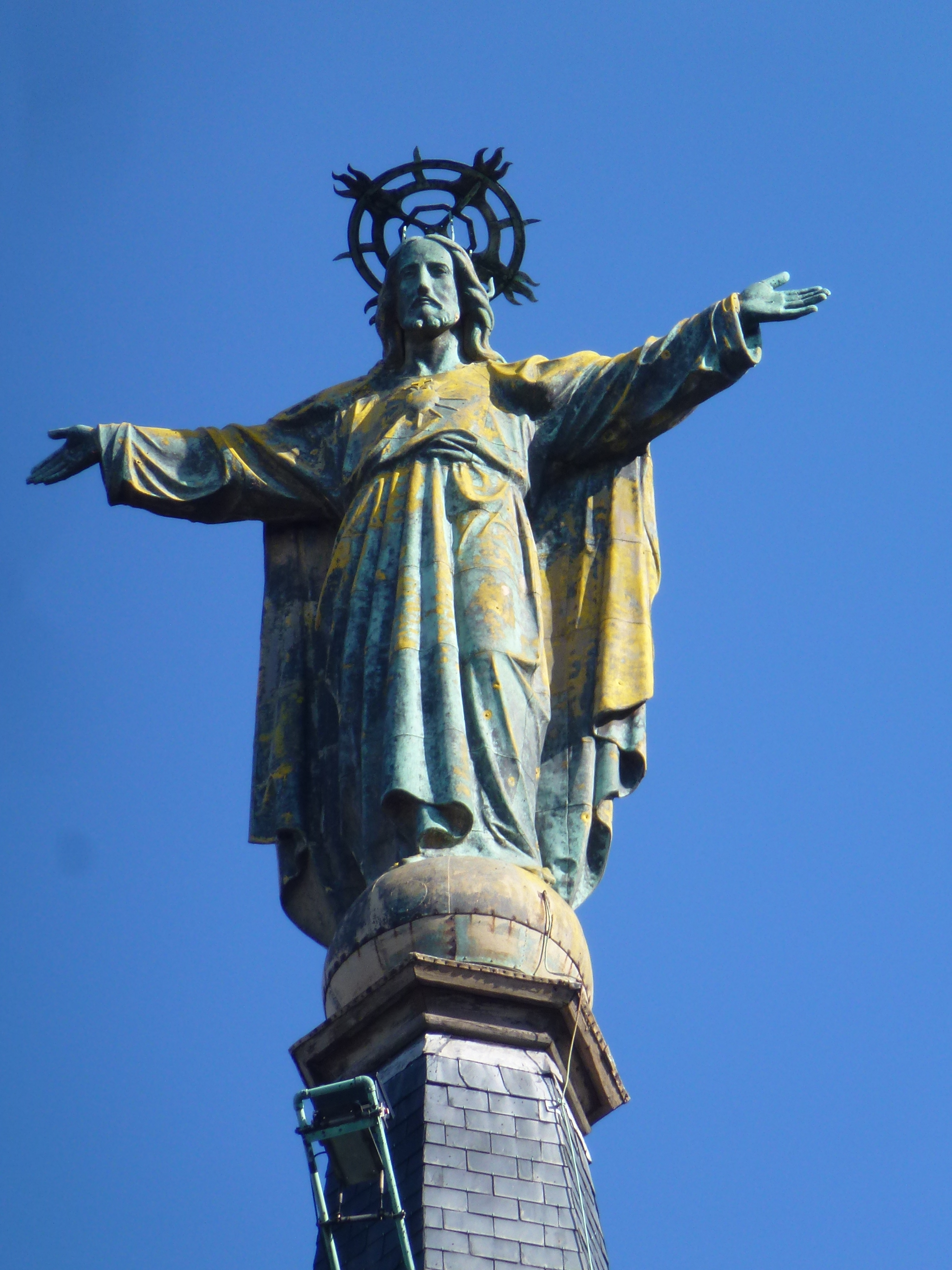
Heilig Hartbeeld (1898) op de torenspits van de Augustijnenkerk

Dit is een (onvolledige) chronologische lijst van beelden in Eindhoven. Onder een beeld wordt hier verstaan elk driedimensionaal kunstwerk in de openbare ruimte van de Nederlandse gemeente Eindhoven, waarbij beeld wordt gebruikt als verzamelbegrip voor sculpturen, standbeelden, installaties, gedenktekens en overige beeldhouwwerken.
Openbare kunst is in alle Eindhovense wijken en in alle soorten te vinden, binnen en buiten, bij elkaar in musea of verspreid door de stad. Zie ook de Beeldenroute Technische Universiteit Eindhoven en kunstroute de Rode Loper.
Voor een volledig overzicht van de beschikbare afbeeldingen zie de categorie Beelden in Eindhoven op Wikimedia Commons.
| Jaar                 | Kunstwerk                                                                | Kunstenaar                                             | Locatie                                                                                           | Materiaal                            | Foto                                                                |
| -------------------- | ------------------------------------------------------------------------ | ------------------------------------------------------ | ------------------------------------------------------------------------------------------------- | ------------------------------------ | ------------------------------------------------------------------- |
| 1863, 1989           | Maria met kind                                                           | Toon Brams (1863) / Toon Grassens (1989)               | Catharinaplein 1, hoofdportaal Sint-Catharinakerk                                                 | steen                                |                                                                     |
| 1871                 | Gaper                                                                    | Toon Brams                                             | Rechtestraat 69, hoek ten Hagestraat                                                              | kalksteen                            |                                                                     |
| 1872                 | Sint-Vincentius, Elisabeth van Hongarije en Sint-Catharina               | Toon Brams                                             | Michelangelolaan 2, Catharina Ziekenhuis (route 50)                                               | zandsteen                            |                                                                     |
| 1875                 | timpanen                                                                 | Atelier Cuypers-Stoltzenberg                           | Catharinaplein 1, portalen Sint-Catharinakerk                                                     | steen                                |                                                                     |
| 1885                 | Madonna                                                                  | anoniem                                                | Hoogstraat 301A, bij voormalig Mariapatronaat                                                     | kunststeen                           |                                                                     |
| 1891                 | Sint-Martinus (tegeltableau)                                             | anoniem                                                | 't Hofke 1                                                                                        | keramiek                             |                                                                     |
| 1898                 | Heilig Hartbeeld                                                         | Jean Geelen en Theo Cox                                | Tramstraat 37, op torenspits Augustijnenkerk                                                      | koper                                |                                                                     |
| 1898                 | Augustinus, Monica en Nicolaas van Tolentijn                             | Jan Custers                                            | Tramstraat 37, gevel Augustijnenkerk                                                              | kalksteen                            |                                                                     |
| 1898                 | wimberg (bekroning entreeportaal)                                        | Jan Custers                                            | Tramstraat 37, Augustijnenkerk                                                                    | kalksteen                            |                                                                     |
| 1898                 | Goede Herder (grafmonument pastoor Lombarts)                             | Jan Custers                                            | St Jorislaan 37, Sint-Joriskerkhof                                                                | kalksteen                            |                                                                     |
| 1899                 | personificaties van de edelsmeed-, schilder- en beeldhouwkunst           | Jan Custers                                            | Geldropseweg 20, voormalig atelier Jan & Alphons Custers                                          | kalksteen                            |                                                                     |
| 1909                 | Sint-Joris en de draak                                                   | Jan Custers                                            | Aalsterweg 289, voor pensionaat Eikenburg, Stratum                                                | steen                                |                                                                     |
| ca. 1910             | Maria met kind                                                           | anoniem                                                | Hoogstraat                                                                                        | kalksteen                            |                                                                     |
| ca. 1910             | Sint Jozef                                                               | Jan Custers                                            | Catharinaplein 1, Catharinakerk                                                                   | kalksteen                            |                                                                     |
| 1911-1912            | Wimberg (Joriskerk)                                                      | Jan Custers                                            | Pastoor Harkxplein, boven middenportaal Sint-Joriskerk                                            | kalksteen                            |                                                                     |
| 1915                 | Sint-Petrus en de vier evangelisten                                      | Jan & Alphons Custers                                  | Kloosterdreef 29, gevel Sint-Petruskerk                                                           |                                      |                                                                     |
| 1915?                | wimberg (bekroning entreeportaal)                                        | Jan Custers                                            | Kloosterdreef 29, Sint-Petruskerk                                                                 |                                      |                                                                     |
| 1918                 | Goede Herder (gevelbeeld)                                                | Jan Custers                                            | 't Hofke 3, Tongelre (voormalige pastorie)                                                        | kalksteen                            |                                                                     |
| 1918-1919            | Maria ter Welschap                                                       | Jan Custers                                            | Sliffertsestraat / Noord Brabantlaan, kapel                                                       | kalksteen                            |                                                                     |
| 1918-1919            | Sint-Petrus en abt Wilhelmus                                             | Jan Custers                                            | St Antoniusstraat 7, gevel Steentjeskerk                                                          | kalksteen                            |                                                                     |
| 1919                 | Annexatiemonument                                                        | Willebrordus Antonius Hoes (gemeenteopzichter)         | Pastoor Harkxplein                                                                                | Metaal                               |                                                                     |
| 1920-1921            | Sint-Jozef werkman                                                       | Jan Custers                                            | Frans Halsstraat 42-44                                                                            | kalksteen                            |                                                                     |
| 1921                 | Sint-Trudo                                                               | Jan Custers                                            | Loggerstraat naast 66, hoek Hastelweg                                                             | kalksteen                            |                                                                     |
| 1922                 | Sint-Vincentius                                                          | Jan Custers                                            | Hemelrijken 131-145, entree vml klooster                                                          | kalkzandsteen                        |                                                                     |
| 1922                 | Sint-Jozef                                                               | Jan Custers                                            | Hemelrijken 131-145, entree vml klooster                                                          | kalkzandsteen                        |                                                                     |
| 1922?                | Kruisbeeld (reliëf)                                                      | anoniem                                                | Aalsterweg 287 (Eikenburg )                                                                       |                                      |                                                                     |
|                      | Sint Maria                                                               |                                                        | Aalsterweg 289 (Eikenburg)                                                                        |                                      |                                                                     |
| 1925                 | Wapen met Sint-Lambertus                                                 | anoniem                                                | Hoogstraat 297, voormalig Sint Lambertushuis, Gestel                                              | kalksteen                            |                                                                     |
| 1925                 | Heilig Hartbeeld (Gestel)                                                | anoniem                                                | Hoogstraat 297, voormalig Sint Lambertushuis, Gestel                                              | kalksteen                            |                                                                     |
| 1925                 | Gerardus Majella                                                         | anoniem                                                | St Gerardusplein 25, op westgevel Gerardus Majellakerk                                            | tufsteen                             |                                                                     |
| 1926                 | Heilig Hartbeeld (Acht)                                                  | Jan Custers                                            | IJsselstraat 4, Acht, bij Sint-Antonius Abtkerk                                                   | steen                                |                                                                     |
| 1928                 | Dragers van het licht                                                    | Albert Termote                                         | Emmasingel 29, De Admirant                                                                        | dolomiet                             |                                                                     |
| 1928-1930            | Maria                                                                    | anoniem                                                | Hoogstraat 297A                                                                                   | natuursteen                          |                                                                     |
| 1929                 | Heilig Hartbeeld (Strijp)                                                | Aloïs De Beule (uitvoering) en Dorus Hermsen (ontwerp) | Strijpsestraat 129, bij Sint-Trudokerk, Strijp                                                    | brons                                |                                                                     |
| 1929                 | Heilige Theresia                                                         | anoniem                                                | Genneperweg 1                                                                                     |                                      |                                                                     |
| 1930                 | Heilig Hartbeeld (Woensel)                                               | Marcel van Eck                                         | Sint Philomenastraat 13                                                                           |                                      | Heilig Hartbeeld                                                    |
| 1931                 | Sint-Joris en de draak                                                   | Jacques de Bresser                                     | Hoogstraat 299, voor Sint-Lambertuskerk                                                           | kalksteen                            |                                                                     |
| ca. 1934             | Sint Jozef                                                               | Jan Custers                                            | Pastoor Harkxplein, boven middenportaal Sint-Joriskerk                                            | kalksteen                            |                                                                     |
| 1935                 | Sint-Catharina                                                           | Marcel van Eck                                         | Zwembadweg bij 22, boven toegang tot Begraafplaats Sint-Catharinakerk                             | kalksteen                            |                                                                     |
| 1935                 | Sint Catharina                                                           | Marcel van Eck                                         | Don Boscostraat 2, in de muur van Saltomontessorischool de Trinoom                                | kalksteen                            |                                                                     |
| 1935-1940            | Theresia van Lisieux                                                     | anoniem                                                | onbekend                                                                                          | kunststeen                           |                                                                     |
| 1935-1940            | standbeeld Pastoor van Ars                                               | Marcel van Eck                                         | Pastoor van Arsplein, tegenover de kerk op Sint Philomenastraat 11                                |                                      |                                                                     |
| 1936                 | Radiomonument                                                            | Albert Termote (en Dirk Roosenburg)                    | Stadswandelpark                                                                                   | brons                                |                                                                     |
| 1936                 | Madonna met kind                                                         | Charles Vos                                            | Augustijnendreef 15, noordgevel (Klooster Mariënhage)                                             | keramiek                             | Madonna                                                             |
| 1936                 | Herman met step                                                          | Victor Sprenkels                                       | St Jorislaan 37, Sint-Joriskerkhof, grafmonument Herman Mandigers (1931-1936)                     | brons                                |                                                                     |
| 1936                 | Paarden                                                                  | John Rädecker                                          | Bilderdijklaan 10, entree Van Abbemuseum                                                          | kalksteen                            |                                                                     |
| 1937                 | Heilig Hartbeeld (Stratum)                                               | Albert Termote                                         | Pastoor Harkxplein, zuidzijde Sint-Joriskerk                                                      | brons                                |                                                                     |
| 1938                 | Wilhelminamonument                                                       | Albert Termote                                         | Philips de Jongh Wandelpark                                                                       | baksteen                             |                                                                     |
| 1938                 | Goede Herder                                                             | Jo Uiterwaal                                           | St Gerardusplein 31                                                                               | tufsteen                             |                                                                     |
| 1938                 | Theresia van Lisieux                                                     | Gerard Hack                                            | Bergen op Zoomstraat 93-95                                                                        | kalksteen                            |                                                                     |
| 1941                 | Deurbekroning                                                            | Toon van de Wiel                                       | Stratumsedijk 28A, ingang Diagnostiek voor U                                                      | tufsteen                             |                                                                     |
| 1942                 | Deurbekroning en raamomlijsting                                          | Jo Uiterwaal                                           | Frederiklaan 60                                                                                   | tufsteen                             |                                                                     |
| na 1945              | Maria met kind                                                           | anoniem                                                | Vlokhovenseweg 45, pastorie                                                                       | keramiek                             |                                                                     |
| 1950-1953, 1997-1998 | Het Jonge Bloeiende Eindhoven                                            | Joop Hekman                                            | Vestdijktunnel                                                                                    | kunststof                            |                                                                     |
| 1950-1953, 1997-1998 | De Handel                                                                | Joop Hekman                                            | Vestdijktunnel                                                                                    | kunststof                            |                                                                     |
| 1950-1953, 1997-1998 | De Textiel                                                               | Joop Hekman                                            | Vestdijktunnel                                                                                    | kunststof                            |                                                                     |
| 1950-1953, 1997-1998 | De Tabak                                                                 | Joop Hekman                                            | Vestdijktunnel                                                                                    | kunststof                            |                                                                     |
| 1950-1953, 1997-1998 | Het Geluid                                                               | Joop Hekman                                            | Vestdijktunnel                                                                                    | kunststof                            |                                                                     |
| 1950-1953, 1997-1998 | Het Verkeer                                                              | Joop Hekman                                            | Vestdijktunnel                                                                                    | kunststof                            |                                                                     |
| 1951                 | Monument voor de Gevallenen                                              | Fred Carasso                                           | Philitelaan hoek Glaslaan, naast pand Torenallee 1                                                | brons                                |                                                                     |
| 1951                 | Communicatie (deurbekroning)                                             | Frans Coppelmans                                       | Looiakkerstraat 22                                                                                | muschelkalksteen                     |                                                                     |
| 1951                 | standbeeld Anton Philips                                                 | Oswald Wenckebach                                      | Stationsplein                                                                                     | brons                                | Bestand:Standbeeld Anton Frederik Philips bij Station Eindhoven.jpg |
| 1951                 | Gerard Philips (bas-reliëf)                                              | Louise Beijerman                                       | Emmasingel                                                                                        | Franse hardsteen                     |                                                                     |
| 1951                 | Sport                                                                    | Albert Poels                                           | Frederiklaan 8-10 (Philips Stadion) tegenover Frederiklaan 35                                     | beton                                |                                                                     |
| 1951-1952            | gevelbekroning                                                           | Jo Uiterwaal                                           | Nachtegaallaan 25, voormalig Nutsbedrijf                                                          | tufsteen                             |                                                                     |
| 1952                 | Drukkerswereld                                                           | Hugo Brouwer                                           | Limburglaan 51 (voomalig pand Drukkerij Vrijdag)                                                  | keramiek                             | Drukkerswereld                                                      |
| 1952?                | gevelsteen                                                               |                                                        | Edenstraat ( brandweer kazerne)                                                                   |                                      |                                                                     |
| 1952                 | Schoenmakersattributen (geveldecoratie)                                  | onbekend                                               | Demer 23                                                                                          | kunststeen                           |                                                                     |
| 1952                 | Opvliegende vogel                                                        | Jac Wijnhoven?                                         | Achterbeekseweg 1 (hoek Roostenlaan)                                                              |                                      |                                                                     |
| ca. 1952             | Reliëf OLV altijddurende bijstand                                        | Theo Hoitink (ontwerp)                                 | Aalsterweg 289 links van hoofdingang (Eikenburg)                                                  | keramiek                             |                                                                     |
| 1953                 | Huiselijkheid                                                            | Leen Blom                                              | De Klerklaan 24 hoek Pieter Huyssensweg                                                           | kunststeen                           |                                                                     |
| 1953                 | Zonnewijzer                                                              | Fred Carasso en Lou Kalff                              | Noord Brabantlaan 1A, parkeerterrein bij Evoluon                                                  | brons                                |                                                                     |
| 1953                 | Gedenkzuil                                                               | Jan van Eyl                                            | Bezuidenhoutseweg / Achtseweg zuid                                                                | kunststeen                           |                                                                     |
| 1954                 | Bevrijdingsmonument                                                      | Paul Grégoire                                          | Stadhuisplein                                                                                     | brons en muschelkalksteen            |                                                                     |
| 1954                 | Vrijheidsfakkel                                                          | Oswald Wenckebach                                      | Stadhuisplein                                                                                     | brons                                |                                                                     |
| 1954                 | De industrie (gevelreliëf)                                               | Fri Heil-Verver                                        | Nieuwe Emmasingel bij 16 en 48                                                                    |                                      |                                                                     |
| 1954                 | Sint-Franciscus (gevelreliëf)                                            | Willy van der Putt                                     | Jan van Riebeecklaan 2                                                                            | kunststeen                           |                                                                     |
| 1954                 | Don Quichot (gevelplastiek)                                              | Wim van den Hoek                                       | Jacob de Gelderstraat, onderdoorgang bij nr. 32                                                   | metaal                               |                                                                     |
| 1955                 | Sint-Jozef met Christuskind                                              | Hugo Brouwer                                           | Poeijersstraat 71 boven toegangsdeur                                                              | tufsteen                             |                                                                     |
| 1955                 | Evangelistensymbolen                                                     | Joop Sjollema                                          | Alpenroosstraat 11, Opstandingskerk                                                               | baksteenreliëf                       |                                                                     |
| 1955                 | Dierenriemtekens (elf reliëfs)                                           | Leo Geurtjens                                          | Aalsterweg 152-162, Boutenslaan 1-159                                                             | kalksteen                            |                                                                     |
| 1955-1956            | Maria ter Engelen (deurbekroning)                                        | Henri Boelaars                                         | Koenraadlaan 102a, Kloosterkapel Maria ter Engelen boven toegangsdeur                             | hout                                 | Maria ter Engelen                                                   |
| 1956                 | Kind en dieren (balkondecoratie)                                         | Leo Geurtjens                                          | Kruisstraat102a                                                                                   | beton                                |                                                                     |
| 1956                 | Handwerkend meisje                                                       | Willy van der Putt                                     | Jacob van Maerlantlaan, binnentuin Van Maerlantlyceum                                             | brons                                |                                                                     |
| 1956                 | Oproep tot gebed of Drie herauten                                        | Paul Kingma                                            | Marconilaan 70, Baptistenkerk                                                                     | kunststeen                           |                                                                     |
| 1956                 | Monument voor de Vrouw                                                   | Willy Mignot                                           | Parklaan / Zilvermeeuwlaan tegenover Pelikaanlaan 6                                               | kalksteen                            |                                                                     |
| 1957                 | Panta Rhei                                                               | Hubert van Lith                                        | Essenstraat voor de voormalige ingang van de Philips Bedrijfsschool                               | Vaurion Roche-kalksteen              |                                                                     |
| ca. 1957             | Gevelstenen Nillmij (14 stuks)                                           | Mans Meijer                                            | Karel de Grotelaan 49 t/m 95, 193 t/m 303                                                         | keramiek                             |                                                                     |
| 1957                 | De Bouwende Mens                                                         | Arthur Spronken                                        | Frankrijkstraat 97                                                                                | betonreliëf                          | Bouwende Mens                                                       |
| 1957                 | Sint Joris te paard                                                      | Theo van Brunschot                                     | Roostenlaan 296, voor Pleincollege St. Joris                                                      | Vinalmont kalksteen                  |                                                                     |
| 1957                 | Jongen met kikker                                                        | Berend van der Struik                                  | Guido Gezellestraat, plantsoen nabij nr. 20                                                       | vaurion-kalksteen                    |                                                                     |
| ca. 1958             | Vrouw en kind                                                            | Jean Nies                                              | Keizer Karel V Singel 59                                                                          | mozaïek                              |                                                                     |
| 1958                 | Het gezin in de stad                                                     | Jean Nies                                              | St Petrus Canisiuslaan 64B                                                                        | sgraffito                            |                                                                     |
| 1958                 | Objet Mathematique                                                       | Le Corbusier                                           | TU/e                                                                                              | gelakt staal, neon                   |                                                                     |
| 1958                 | Gevelmozaïek                                                             | Hugo Brouwer                                           | Gerard Bruningstraat                                                                              | keramiek                             |                                                                     |
| 1958                 | Deuromlijsting                                                           | Hugo Brouwer                                           | Vestdijk 25                                                                                       | keramiek                             |                                                                     |
| 1958                 | Deuromlijsting                                                           | Hugo Brouwer                                           | Vestdijk 29                                                                                       | keramiek                             |                                                                     |
| 1958                 | Spelende kinderen                                                        | Willy van der Putt                                     | Onbekend                                                                                          | brons                                |                                                                     |
| 1959                 | O.L. Vrouw van Beauraing                                                 | anoniem                                                | Geldropseweg, hoek Piuslaan                                                                       | mergelsteen, beschilderd             |                                                                     |
| 1959                 | De student                                                               | Oswald Wenckebach                                      | TU/e, Den Dolech                                                                                  | brons                                |                                                                     |
| 1959                 | Steenhouwer (gevelreliëf)                                                | Toon Slegers                                           | Hendrik Staetslaan 54, scholengemeenschap Antoon Schellens                                        | staal                                |                                                                     |
| 1959                 | Smid met leerling                                                        | Willy Mignot                                           | Piuslaan 93                                                                                       |                                      |                                                                     |
| 1959                 | Straatmuzikanten                                                         | Niel Steenbergen                                       | Gerard Davidstraat in plantsoen tegenover nr. 2A                                                  | kalksteen / witsteen                 |                                                                     |
| 1959                 | Paard                                                                    | Otto Bänninger                                         | Anne Frankplantsoen                                                                               | brons                                |                                                                     |
| 1959?                | Bouwwereld                                                               | Cees Geenen                                            | P Czn Hooftlaan 4                                                                                 | keramiek                             |                                                                     |
| 1960                 | Bescherming van de mens                                                  | Gerard Roovers                                         | Pasqualinistraat 6                                                                                | baksteenmozaïek                      |                                                                     |
| 1960                 | Deuromlijsting                                                           | Niel Steenbergen                                       | Wal 15, ABN-AMRO                                                                                  | kalksteen                            |                                                                     |
| 1960                 | Dieren in het bos                                                        | Jean Nies                                              | Vesaliuslaan 13                                                                                   | sgraffito                            |                                                                     |
| 1960                 | Steenhouwer                                                              | Theo van Brunschot                                     | Kanaaldijk-Noord 113, achter de toegangspoort                                                     | kalksteen                            | Steenhouwer                                                         |
| 1960                 | Twee paarden                                                             | Jean Nies                                              | Dr Berlagelaan 7                                                                                  | baksteen                             |                                                                     |
| 1960                 | Vogels en vogelvangers                                                   | Jac van Rhijn                                          | Schootsestraat 14                                                                                 | keramiek                             |                                                                     |
| 1960-1965            | Gevelstenen                                                              | anoniem                                                | Daalakkersweg 28                                                                                  | tufsteen                             |                                                                     |
| 1961                 | Sonnenscheibe                                                            | Herbert Baumann                                        | Noord Brabantlaan 1A, Evoluon                                                                     | kalksteen                            |                                                                     |
| 1961, 2017           | Jeugd                                                                    | Marius van Beek                                        | Geldropseweg, school                                                                              | brons                                |                                                                     |
| 1961, 2017           | Vrouw met stier                                                          | Marius van Beek                                        | Geldropseweg, school                                                                              | keramiek                             |                                                                     |
| 1961, 2017           | Hercules en de Everzwijn                                                 | Marius van Beek                                        | Geldropseweg, school                                                                              | keramiek                             |                                                                     |
| 1961                 | Gevelmozaïek                                                             | onbekend                                               | Rechtestraat 54                                                                                   | natuursteen                          |                                                                     |
| 1961                 | Balkondecoraties                                                         | Berend Hendriks                                        | Nieuwstraat 2                                                                                     | keramiek                             |                                                                     |
| 1961                 | Afrika ontwaakt of Vliegend                                              | Wessel Couzijn                                         | TU/e, Het Eeuwsel                                                                                 | brons                                |                                                                     |
| 1961                 | Communicatie                                                             | Wally Elenbaas                                         | Stationsplein, postkantoor (gesloopt 2015)                                                        | aardewerk, baksteen                  |                                                                     |
| 1961-1962            | Signal                                                                   | Pearl Perlmuter                                        | Stadswandelpark                                                                                   | brons                                |                                                                     |
| 1962                 | Gevelreliëf                                                              | Toon Slegers                                           | St Josephlaan 53                                                                                  | beton                                |                                                                     |
| 1962                 | Dierenriemtekens                                                         | Willy Mignot                                           | Floraplein, fontein                                                                               | kalksteen                            |                                                                     |
| 1963                 | Ontplooiing                                                              | Ian Jacob Pieters                                      | Kanaalstraat naast Vestdijk 47                                                                    | brons                                |                                                                     |
| 1963                 | Wielrijder                                                               | Hans Bayens                                            | Jacob Romanstraat, plantsoen tegenover nr. 33                                                     | brons                                |                                                                     |
| 1963                 | Gevelkunstwerk                                                           | Gé Verhulst                                            | Ketelhuisplein                                                                                    | mozaiek                              |                                                                     |
| 1964                 | Amazones te paard                                                        | Jan-Peter van Opheusden                                | Treurenburgstraat 33                                                                              | keramiek                             |                                                                     |
| 1964                 | Vogels, ook Puttertjes                                                   | Gerard Bruning                                         | Willem de Bruynstraat 20 voor appartementencomplex                                                | beton                                |                                                                     |
| 1964, 1988           | Vier seizoenen (reliëf)                                                  | Auguste Manche                                         | Hertogstraat 11                                                                                   | beton                                |                                                                     |
| 1964                 | Deuromlijsting                                                           | René Smeets                                            | Schubertlaan 106, kerk                                                                            | keramiek                             |                                                                     |
| 1964                 | Zonnestier                                                               | Arthur Spronken                                        | Elzentlaan 50, naast Parktheater                                                                  | brons                                |                                                                     |
| 1964                 | Zonnelied                                                                | Mieke Coppens-Frehe                                    | St Bonifaciuslaan, speelweide                                                                     | brons                                |                                                                     |
| 1964-1965, 1990      | Rietveld Abri                                                            | Gerrit Rietveld                                        | Stadhuisplein 1, naast Stadhuis langs de Wal                                                      | beton, Glasmozaïek, Keramiek tegels  |                                                                     |
| 1965                 | Gevelreliëfs                                                             | Wim Gubbels                                            | Pasqualinistraat 8                                                                                | kalksteen                            |                                                                     |
| 1965                 | Ik kom, ik ga (reliëf)                                                   | Willy Mignot                                           | Stationsplein 23, zuidwesthoek Station Eindhoven Centraal                                         | steen                                |                                                                     |
| 1965                 | Marskramer                                                               | Niel Steenbergen                                       | Onbekend                                                                                          | tufsteen                             |                                                                     |
| 1965                 | Het Volderke                                                             | Hans Goddefroy                                         | Hermanus Boexstraat voor nr. 23                                                                   | brons                                |                                                                     |
| 19??                 | Parelhoen (reliëf)                                                       | onbekend                                               | Pasqualinistraat 10                                                                               |                                      |                                                                     |
| 1965                 | Steenbakker                                                              | Piet Schoenmakers                                      | Vondellaan 14 (zijgevel)                                                                          | keramiek                             | Steenbakker                                                         |
| 1965                 | Vliegende amazone                                                        | Arthur Spronken                                        | TU/e, Den Dolech / De Zaale                                                                       | brons                                |                                                                     |
| 1965                 | Kind                                                                     | Hans Goddefroy                                         | Onbekend                                                                                          | brons                                |                                                                     |
| 1965-1968            | Zit- en kruipdoorelementen                                               | Frans Coppelmans                                       | St Bonifaciuslaan, speelweide tegenover nr. 72                                                    | beton                                |                                                                     |
| 1966                 | Honoré de Balzac                                                         | Auguste Rodin                                          | Wal, bij Van Abbemuseum nabij de Dommel                                                           | brons                                |                                                                     |
| 1966                 | Lampenmaakstertje                                                        | Jos van Riemsdijk                                      | Emmasingel 31, bij ingang Philips Museum                                                          | brons                                |                                                                     |
| 1966                 | wandplastiek                                                             | Mieke Coppens-Frehe                                    | Kastanjelaan 500, zijgevel Philips Natuurkundig Laboratorium (Natlab) tegenover Schootsestraat 52 | brons                                |                                                                     |
| 1966                 | De evolutie van de mens                                                  | Fred Carasso                                           | Noord Brabantlaan 1A, Evoluon toegangsdeur noordzijde                                             | brons                                |                                                                     |
| 1967                 | Beeldengroep Onderwijs                                                   | Ubbo Scheffer                                          | Limburglaan 43, hoek Karel Martelweg                                                              | rode basaltlava                      |                                                                     |
| 1967, 2014           | Expansie                                                                 | Toon Slegers                                           | Lichtstraat, tussen Willemstraat 12 en 14                                                         | brons                                |                                                                     |
| 1967                 | Vlinderpaal                                                              | Max Reneman                                            | Ds Theodor Fliednerstraat 1, bij hoofdingang Máxima Medisch Centrum                               | staal                                |                                                                     |
| 1968                 | Cadans                                                                   | Arthur Spronken                                        | Dr Poletlaan 39, hoek Grote Beekstraat                                                            | brons                                |                                                                     |
| 1968                 | Gevelplastiek                                                            | Arthur Spronken                                        | Stadhuisplein, gevel                                                                              |                                      |                                                                     |
| 1968                 | Agressie, of Jeunesse                                                    | Carel Kneulman                                         | TU/e, De Zaale                                                                                    | brons                                |                                                                     |
| 1968                 | Decoratieve daklijst                                                     | Niel Steenbergen                                       | Keizersgracht 14                                                                                  | natuursteen                          |                                                                     |
| 1968                 | Argonautenschip                                                          | Hans Claesen                                           | Argonautenlaan 6, zijde Menelaoslaan                                                              | kalksteen                            |                                                                     |
| 1968                 | Verbondenheid (t.g.v. 40 jaar DAF)                                       | Frans Jacobs                                           | Geldropseweg tegenover Puttensedreef                                                              | roestvast staal                      |                                                                     |
| 1969                 | Wit Object                                                               | Ries Linnartz                                          | Anne Frankplantsoen                                                                               | staal                                |                                                                     |
| 1969                 | Gespleten bol                                                            | Frans Peeters                                          | Wegedoornlaan 1, hoek Rendierveld                                                                 | polyester                            |                                                                     |
| 1969                 | Groei                                                                    | Mieke Coppens-Frehe                                    | Stadhuisplein 1, achterzijde langs de Dommel                                                      | brons                                |                                                                     |
| 1969                 | Horizontaal                                                              | Toon Slegers                                           | Herman Gorterlaan 4                                                                               | brons                                |                                                                     |
| 1969                 | Jonas en de Walvis                                                       | Nic Jonk                                               | Tramstraat 37, voor de kerk                                                                       | brons                                |                                                                     |
| 1969                 | Labrehuismannetje                                                        | Rob Stultiens                                          | Onbekend                                                                                          |                                      |                                                                     |
| 1969                 | Liggend zitelement                                                       | Gerard Bruning                                         | Jacob Catslaan, tegenover nr. 15                                                                  | brons, rvs                           |                                                                     |
| 1969                 | Kubus                                                                    | Theo van Brunschot                                     | Onbekend                                                                                          | muschelkalksteen                     |                                                                     |
| 1969                 | Teken nr VIII                                                            | Theo van Brunschot                                     | Onbekend                                                                                          | groen marmer                         |                                                                     |
| 1969                 | Torso                                                                    | Sjra Schoffelen                                        | Hermanus Boexstraat voor nr. 12-14                                                                | brons, graniet                       |                                                                     |
| 1969                 | Metaalplastiek                                                           | Rob Stultiens                                          | Hurksestraat 2                                                                                    | staal                                |                                                                     |
| 1969                 | Communicatiezuil                                                         | Rob Stultiens                                          | Onbekend                                                                                          | staal                                |                                                                     |
| 1970                 | Figurengroep, Twee Figuren en pleinaanleg                                | Mario Negri                                            | Piazza 1, oostzijde Bijenkorf                                                                     | brons, terrazzo                      |                                                                     |
| 1970                 | Opbloei                                                                  | Mieke Coppens-Frehe                                    | Frederiklaan / Berkenlaan, binnenterrein                                                          | brons                                |                                                                     |
| 1970                 | Betonplastiek                                                            | Frank Nix                                              | Hertogstraat 29, nabij Stratumsedijk                                                              | beton                                |                                                                     |
| 1971, 2010           | Schoorsteenplastiek                                                      | Frans Gast                                             | Henri Dunantpark                                                                                  | rvs                                  |                                                                     |
| 1971                 | Buizenplastiek                                                           | Ad Louwinger                                           | De Koppele 2, op speelplaats basisschool, zijde Airbornelaan                                      | rvs                                  |                                                                     |
| 1971                 | Liggend kind                                                             | Jaak Kreijkamp                                         | Baarle Hertoglaan 1, aan achterzijde (Eeklopad)                                                   | grindbeton                           |                                                                     |
| 1971                 | Handelsreiziger                                                          | Hans Goddefroy                                         | Stadswandelpark, achter Stadspaviljoen                                                            | brons                                |                                                                     |
| 1972                 | Annexatiemonument                                                        | Frans Peeters                                          | St Wirostraat, hoek Tivolilaan                                                                    | marmer                               |                                                                     |
| 1973, 2013           | Diamonds (bijgenaamd "De satépen")                                       | Jits Bakker                                            | Kruisstraat, hoek Pastoor Petersstraat                                                            | aluminium                            |                                                                     |
| 1973                 | Zuil                                                                     | Theo van Brunschot                                     | Stadswandelpark                                                                                   | cristallino                          |                                                                     |
| 1974                 | East Jesus County Revisited                                              | Jan Goossen                                            | Vijfkamplaan 12                                                                                   | roestvast staal                      |                                                                     |
| 1974                 | Ingangsdecoratie                                                         | Paul Vincken                                           | Dr Cuyperslaan 80                                                                                 | keramiek                             |                                                                     |
| 1975                 | Potplanten (drie delen)                                                  | Huub en Adelheid Kortekaas                             | Stadhuisplein 1, zuidwestzijde (langs de Wal)                                                     | cortenstaal                          |                                                                     |
| 1975                 | Zonder titel                                                             | Henk Oddens                                            | Anne Frankplantsoen                                                                               |                                      |                                                                     |
| 1975                 | Famille en bloc                                                          | Hans Goddefroy                                         | onbekend                                                                                          | hardsteen                            |                                                                     |
| 1977                 | Swing                                                                    | Arie Berkulin                                          | Karel de Grotelaan / Meerveldhovenseweg                                                           | cortenstaal                          |                                                                     |
| 1977                 | Vleugel                                                                  | Heinz Reijnders                                        | Stadswandelpark                                                                                   | brons, hardsteen, rvs                |                                                                     |
| 1978                 | Zwemster                                                                 | Nic Jonk                                               | Stadswandelpark                                                                                   | brons                                |                                                                     |
| 1978                 | Olifant                                                                  | Antoinette Briët                                       | Hof van Eden                                                                                      | brons                                |                                                                     |
| 1978                 | De Bleek                                                                 | Olly van Abbe                                          | Stratumsedijk 1-3, gevel                                                                          | keramiek                             |                                                                     |
| 1979                 | Danseres in concentratie II                                              | Fioen Blaisse                                          | Stadswandelpark                                                                                   | brons                                |                                                                     |
| 1979                 | Onderweg                                                                 | Guus Hellegers                                         | Stadswandelpark                                                                                   | brons                                |                                                                     |
| 1979                 | Tandem                                                                   | Guus Hellegers                                         | Stadswandelpark                                                                                   | brons                                |                                                                     |
| 1979                 | Ring                                                                     | Theo van Brunschot                                     | Stadswandelpark                                                                                   | basalt                               |                                                                     |
| 1980                 | Dubbel Kwadraat                                                          | Margot Zanstra                                         | Stadswandelpark                                                                                   | staal                                |                                                                     |
| 1980                 | Tafel I                                                                  | Jos Blersch                                            | Stadswandelpark / A. Thijmlaan                                                                    |                                      |                                                                     |
| 1980                 | Sint Catharina en twee engelen                                           | A. Geerlings/T. Grassens                               | Stratumseind 2 (kerk)                                                                             |                                      |                                                                     |
| 1980                 | De Rietvink                                                              | Olly van Abbe                                          | Tongelresestraat                                                                                  | keramiek                             |                                                                     |
| 1980                 | De geschiedenis van het bad                                              | Olly van Abbe                                          | Kastelenplein                                                                                     | keramiek                             |                                                                     |
| 1980-1981            | Communicatie                                                             | Wessel Couzijn                                         | Stadhuisplein tussen nrs. 1 en 3 (oostzijde stadhuis)                                             | cortenstaal                          |                                                                     |
| 1981                 | De Erpelrooier                                                           | Henk Walenberg                                         | Lekstraat / Waalstraat, naast het paviljoen                                                       | keramiek                             |                                                                     |
| 1981                 | Doorgesneden kubussen                                                    | Hub Hendrickx                                          | Onbekend                                                                                          | beton, staal                         |                                                                     |
| 1981                 | Compact                                                                  | Toon Slegers                                           | Onbekend                                                                                          | beton                                |                                                                     |
| 1982                 | Object code M 045.1.048.1/1982                                           | Wim Roose                                              | Stadswandelpark                                                                                   | staal                                |                                                                     |
| 1982                 | Mandarijn                                                                | Olly van Abbe                                          | Geldropseweg 17, hoek Vestdijk                                                                    | keramiek                             |                                                                     |
| 1982                 | Plaquette oude stadhuis                                                  | Olly van Abbe                                          | Rechtestraat voor 24-26, tegenover Jan van Hooffstraat                                            | brons                                |                                                                     |
| 1982                 | Kubus                                                                    | Dik Box                                                | Stadswandelpark                                                                                   | aluminium/staal                      |                                                                     |
| 1982                 | Ontmoeting                                                               | Jan de Baat                                            | Stadswandelpark                                                                                   | rvs                                  |                                                                     |
| 1982                 | UT HOOL (1969)                                                           | Jan Slothouber / William Graatsma                      | Luxemburglaan voor 24                                                                             | beton                                |                                                                     |
| 1982                 | Vlaggen                                                                  | Arie Berkulin                                          | Stadswandelpark                                                                                   | Cortenstaal                          |                                                                     |
| 1982                 | Elpida                                                                   | Oswald Wenckebach                                      | Mendelssohnlaan, tussen 128 en 146                                                                | brons                                |                                                                     |
| 1982                 | Septum                                                                   | Jan Goossen                                            | Stadswandelpark                                                                                   | cortenstaal                          |                                                                     |
| 1982                 | (Zittende) Vrouw                                                         | Antoinette Briët                                       | Insulindelaan nabij zuidelijkste punt Karpendonkse Plas                                           | Hardsteen                            |                                                                     |
| 1982                 | Gildetamboer                                                             | Hans Goddefroy                                         | Catharinaplein, hoek Kerkstraat, rechts naast voorzijde kerk                                      | brons                                |                                                                     |
| 1982                 | Tafel zonder midden                                                      | Jos Blersch                                            | Stadswandelpark / A.Thijmlaan                                                                     |                                      |                                                                     |
| 1982                 | De Lampegatter                                                           | Sigismund de Ranitz                                    | Stationsplein                                                                                     |                                      |                                                                     |
| 1983                 | Bewustwording                                                            | Heinz Reijnders                                        | Stadswandelpark / Boutenslaan                                                                     |                                      |                                                                     |
| 1983, 2020           | Venster                                                                  | Coen Kaayk                                             | Nachtegaallaan / Kanaaldijk-Zuid, In het kanaal voor het NRE-gebouw, tegenover Kanaaldijk-Zuid 7G | acrylaat                             | Venster                                                             |
| 1984                 | Wijkmonument Woenselse Watermolen                                        | Jo Bindels                                             | Keersoppermolen, nabij Hooidonksemolen                                                            | brons                                |                                                                     |
| 1984                 | Rencontre                                                                | Felix van der Linden                                   | Fellenoord, hoek Bogert                                                                           | brons                                |                                                                     |
| 1984                 | Coup de vent                                                             | Jan de Baat                                            | Luchthavenweg, voor luchthavengebouw Eindhoven Airport                                            | rvs                                  |                                                                     |
| 1984-1987            | Triade (drie objecten die één geheel vormen)                             | Theo van Brunschot                                     | Stadswandelpark                                                                                   | roze graniet uit Sardinië            |                                                                     |
| 1985                 | Bron                                                                     | Frans Coppelmans                                       | Stadswandelpark                                                                                   | cortenstaal, beton                   |                                                                     |
| 1985                 | (zonder naam)                                                            | Ellie van Pelt                                         | Vigliuslaan                                                                                       | cortenstaal                          |                                                                     |
| 1985                 | Vijf poorten                                                             | Theo Coenen                                            | Donizettilaan, hoek Gounodlaan                                                                    | staal                                |                                                                     |
| 1986                 | Kruislings gelaagd                                                       | Jo Gijsen                                              | Stadswandelpark                                                                                   | hardsteen                            |                                                                     |
| 1986                 | Gestelse Blauwbuik                                                       | Mieke Coppens-Frehe                                    | Franz Léharplein bij kruising Genneperweg                                                         | baksteen, brons, hardsteenplaat      |                                                                     |
| 1986                 | Kleine Huiskamer                                                         | Jos Blersch                                            | Stadswandelpark / Alberdingk Thijmlaan                                                            | brons                                |                                                                     |
| 1986                 | Maansteen                                                                | Henk Oddens                                            | Dunantpark, zijde Tempellaan                                                                      | hardsteen                            |                                                                     |
| 1986                 | Muurreliëf (drie delen)                                                  | Lukas Smits                                            | Jacob Oppenheimstraat 1 (schoolgebouw)                                                            | gelakt staal, kunststof              |                                                                     |
| 1986                 | Rustend                                                                  | Heinz Reijnders                                        | Pasteurlaan, plantsoen tegenover nr. 12                                                           | Euville kalksteen                    |                                                                     |
| 1986                 | Wandelaars                                                               | Michel Kuipers                                         | Henri Dunantpark, zijde Hondsruglaan                                                              | keramiek                             |                                                                     |
| 1986                 | Zonnepijl en Vizier                                                      | Piet Slegers                                           | Kronehoefstraat (Ring Eindhoven) tegenover nr. 76, nabij Boschdijk                                | roestvrij staal                      |                                                                     |
| 1986                 | Danseres                                                                 | Antoinette Briët                                       | Burghplein, tegenover nr. 23                                                                      | brons, muschelkalksteen              |                                                                     |
| 1987                 | Schutsboom (St. Catharinagilde)                                          | onbekend                                               | Stadswandelpark                                                                                   | staal                                |                                                                     |
| 1987                 | Gekooide vrijheid                                                        | Hans van Eerd                                          | Wilhelminaplein tegenover nr. 5                                                                   | brons                                |                                                                     |
| 1987                 | Milieuboom                                                               | Henk Combé                                             | Stadhuisplein 1, achterzijde nabij Dommeloever                                                    | brons                                |                                                                     |
| 1988                 | The living Rock                                                          | Peter van den Berk                                     | Stadswandelpark                                                                                   | eikenhout, bekroond met brons        |                                                                     |
| 1988                 | Beeld voor de voorouders                                                 | Theo van Brunschot                                     | Jacob van Maertlantlaan, Boutenslaan, oostelijk van Busken Huetstraat 1                           | graniet, tegels                      |                                                                     |
| 1988                 | Gebroeders Hornemannmonument                                             | Theo van Brunschot                                     | Lex en Edo Hornemannplantsoen                                                                     | graniet                              |                                                                     |
| 1988                 | Beeldengroep (drie zuilen)                                               | Heinz Reijnders                                        | Stadswandelpark                                                                                   | beton, betonsteen, euville, witsteen |                                                                     |
| 1988                 | Vliegende dolfijnen                                                      | Lucie Jansen                                           | Planetenlaan / Firmamentlaan (vijver)                                                             | staal                                |                                                                     |
| 1989                 | Ons Moeder                                                               | Antoinette Briët                                       | Kleine Berg naast nr. 23, bij Bergstraat                                                          | Belgisch hardsteen                   |                                                                     |
| 1989                 | Buikje                                                                   | Jan Bronner                                            | Stadswandelpark                                                                                   | brons                                |                                                                     |
| 1989                 | Keesje                                                                   | Jan Bronner                                            | Stadswandelpark                                                                                   | brons                                |                                                                     |
| 1989                 | Suzette Noiret                                                           | Jan Bronner                                            | Stadswandelpark                                                                                   | brons                                |                                                                     |
| 1989                 | Parkbeeld                                                                | Henck van Dijck                                        | Stadswandelpark                                                                                   | hardsteen en div. metalen            |                                                                     |
| 1989                 | Zuil                                                                     | Theo van Brunschot                                     | Dr. Holtroplaan 1                                                                                 | Red Bohusgraniet                     |                                                                     |
| 1990                 | Anne Frankmonument                                                       | Theo van Brunschot                                     | Anne Frankplantsoen                                                                               | Vanga-graniet, brons                 |                                                                     |
| 1990                 | Sculpture for a mental hospital                                          | Marc Ruygrok                                           | Dr Poletlaan, hoek Vredeoord                                                                      | diverse                              |                                                                     |
| 1990                 | Wim van Doorne, reliëfportret                                            | Jos Reniers                                            | Alberdingk Thijmlaan tegenover nr. 1, op Wim van Doorne Muziekkiosk                               | brons                                |                                                                     |
| 1990                 | Gespleten obelisk (ontwerp uit 1973)                                     | Gerard van Iersel                                      | Ds Theodor Fliednerstraat, bij toegangshek nr. 2                                                  | roestvast staal                      |                                                                     |
| 1992                 | zonder titel                                                             | Pjotr Müller                                           | Stadswandelpark                                                                                   | Hout (Bilinga)                       |                                                                     |
| 1992                 | Gebogen man                                                              | Eugène Dodeigne                                        | Parklaan 97 (Dommelhoef) nabij ingang Nachtegaallaan                                              | hardsteen                            |                                                                     |
| 1992                 | standbeeld Jan van Hooff                                                 | Auke Hettema                                           | Markt voor nr. 7                                                                                  | brons (sokkel van lavaliet)          |                                                                     |
| 1992                 | Kosmologie.                                                              | Jos Blersch                                            | onbekend                                                                                          | brons                                |                                                                     |
| 1992                 | Leftovers of the spirit                                                  | Ernest Aryee                                           | Orionstraat voor nr. 3                                                                            | keramiek                             |                                                                     |
| 1992                 | Stadsvernieuwingsmonument                                                | Theo Coenen                                            | Hoogstraat 172, bij Hagenkampweg-Zuid                                                             | staal                                |                                                                     |
| 1992                 | The hand of God                                                          | Jan van den Toorn                                      | Roostenlaan 300, bij de grafkapel van de familie Van Abbe                                         | brons                                |                                                                     |
| 1992                 | "Zonder Titel"                                                           | Huib Benschop                                          | Maria van Bourgondiëlaan, tegenover Hertog Jan I Laan                                             | cortenstaal                          |                                                                     |
| 1992                 | Componistenportretten                                                    | Manfred Mausz                                          | Markt, hoek Jan van Lieshoutstraat, boven toegang Heuvel Galerie                                  | marmer                               |                                                                     |
| 1992                 | Gasvlam                                                                  | Hélène de Brouwer                                      | Nachtegaallaan 15                                                                                 |                                      |                                                                     |
| 1992                 | Badende                                                                  | Carla Rutgers                                          | Heuvel Galerie                                                                                    |                                      |                                                                     |
| 1993                 | Fossile Line                                                             | Michel Kuipers                                         | Engelsbergenstraat                                                                                | keramiek                             |                                                                     |
| 1993                 | Museumteken of Nonnekappen                                               | Theo Coenen                                            | Vonderweg tegenover nr. 11, aan achterzijde Steentjeskerk                                         | cortenstaal                          |                                                                     |
| 1994                 | Huis met boom op vlot (1979)                                             | Jos Blersch                                            | Nieuwstraat, bij 36-40                                                                            | brons                                |                                                                     |
| 1994                 | Huis met trap (1980)                                                     | Jos Blersch                                            | Rechtestraat 33, nabij Hooghuisstraat                                                             | brons                                |                                                                     |
| 1994                 | Moeder met kind                                                          | Jos Reniers                                            | Lavendellaan 91                                                                                   | brons                                |                                                                     |
| 1994                 | Marathonschaatsers                                                       | René Diekstra                                          | Antoon Coolenlaan 3 (IJsbaan)                                                                     |                                      |                                                                     |
| 1995                 | De Bekoring, de Wijsheid en het Gevaar                                   | Henck van Dijck                                        | Stratumseind tussen nrs. 46 en 50                                                                 | brons, beton en polycarbonaat        |                                                                     |
| 1996                 | Textiel                                                                  | Geert Hermsen                                          | Marinus van Meelweg 22, hoek Henri Wijnmalenweg                                                   | graniet                              |                                                                     |
| 1996                 | Zonder titel                                                             | Ruud van de Wint                                       | Keizersgracht, voor nr. 5 (Hooghuis)                                                              | glasfiber, koper, staal              |                                                                     |
| 1996                 | Kat                                                                      | Henny Kramers                                          | Italiëlaan 25                                                                                     |                                      |                                                                     |
| 1997                 | Bekijk je wijk                                                           | Groep kinderen                                         | Floralaan Oost 10, hoek Edelweisstraat                                                            | steen                                |                                                                     |
| 1997                 | Nabijheid                                                                | Antoinette Briët                                       | Keverberg tegenover nr. 60, nabij Oldengaarde                                                     | brons, kalksteen                     |                                                                     |
| 1997                 | Dommellampen                                                             | Lawrence Weiner                                        | Begijnenhof / Oude Stadsgracht bij Stadhuisplein                                                  | roestvast staal                      |                                                                     |
| 1997                 | Herdenkingsplaquette bombardement 1944                                   | Gerard Engels                                          | Kerkstraat 4, hoek Rechtestraat                                                                   | brons                                |                                                                     |
| 1997                 | Trap                                                                     | Theo Coenen                                            | Boschdijk 780 (nabij Marathonloop)                                                                | staal                                |                                                                     |
| 1997                 | Wensput                                                                  | Lawrence Weiner                                        | Begijnenhof voor nr. 35                                                                           | Ierse hardsteen                      |                                                                     |
| 1998                 | Ooievaar                                                                 | Pieter Zwanikken                                       | Twickel, tegenover nr. 19, hoek Rooswijck                                                         | cortenstaal                          |                                                                     |
| 1998                 | Vogels                                                                   | Carel Visser                                           | Generaal Bradleylaan 1                                                                            | beton / brons                        |                                                                     |
| 1998                 | Zonnebeeld                                                               | Theo van Brunschot                                     | Stadswandelpark, zuidzijde nabij hoek Boutenslaan / Alberdingk Thijmlaan                          | Balmoral graniet                     |                                                                     |
| 1998                 | Drie gratiën                                                             | Leo de Vries                                           | Onbekend                                                                                          | marmer                               |                                                                     |
| 2000                 | Flying Pins                                                              | Claes Oldenburg en Coosje van Bruggen                  | John F. Kennedylaan, zuidzijde bij Fellenoord                                                     | fiberglas                            |                                                                     |
| 2000                 | Waar kracht warmte geeft                                                 | Shin Mgong                                             | Boschdijk 780, hoek Furkapas / Marathonloop                                                       | marmer                               |                                                                     |
| 2001                 | De Band                                                                  | Wim Geeven                                             | Vivaldistraat, nabij nr. 2 in groenstrook langs de Gender (beek)                                  | staal                                |                                                                     |
| 2001                 | De Vlam van Tivoli                                                       | Marjolijn Mandersloot                                  | Heezerweg 349, hoek Jaguarstraat                                                                  | brons                                |                                                                     |
| 2001                 | (sculptuur)                                                              | Suzette Stenfert Kroese                                | Reinkenstraat, tegenover nr. 40, hoek Tinelstraat                                                 | brons                                |                                                                     |
| 2001                 | Intensity changes Reality                                                | Anet van de Elzen                                      | Toledolaan 2                                                                                      | brons                                |                                                                     |
| 2001                 | Lakerlopen als vlieger                                                   | Robbert Mahler                                         | Rembrandtplein, tegenover nr. 9                                                                   | glas in lood ,roestvast staal        |                                                                     |
| 2001                 | Samen                                                                    | Renée van Leusden                                      | Herman Gorterlaan, bij nr. 4                                                                      | brons                                |                                                                     |
| 2002                 | Vredestempel                                                             | Marianne van Bakel                                     | Dr. W. Dreesstraat, voor nr. 27                                                                   | acrylaat, beton, rvs                 |                                                                     |
| 2004                 | standbeeld Coen Dillen                                                   | JeanMarianne Bremers                                   | Stadionplein, hoek Vonderweg - PSV-laan bij Philips Stadion                                       | brons                                |                                                                     |
| 2004                 | standbeeld Willy van der Kuijlen                                         | JeanMarianne Bremers                                   | Stadionplein, hoek Vonderweg - PSV-laan bij Philips Stadion                                       | brons                                |                                                                     |
| 2004                 | Huilen van het lachen                                                    | Peter Nagelkerke                                       | Jacob Reviuslaan, tegenover nr. 25                                                                | brons                                |                                                                     |
| 2005                 | Energie                                                                  | Renée van Leusden                                      | 't College, voor nr. 3, hoek Smalle Haven                                                         | brons                                |                                                                     |
| 2005                 | De Rooi Pannen                                                           | Corry van Ammerlaan-van Niekerk                        | Kaakstraat 1, zijde Veldmaarschalk Montgomerylaan                                                 |                                      |                                                                     |
| 2005                 | Windgodinnen                                                             | Tjikkie Kreuger                                        | Luchthavenweg 25-27, voor rechterzijde luchthavengebouw                                           | brons                                |                                                                     |
| 2006                 | Eindhovenaartje                                                          | Marianne Vereijken                                     | Kleine Berg, voor nr. 52                                                                          |                                      |                                                                     |
| 2006?                | Ketel                                                                    | Klaas Gubbels                                          | Ds Theodor Fliednerstraat 5, links van hoofdingang Peppelrode                                     |                                      |                                                                     |
| 2007                 | standbeeld Frits Philips                                                 | Kees Verkade                                           | Markt                                                                                             | brons                                |                                                                     |
| 2007                 | Beeldengroep Kanunnik PJ.Triest                                          | Henk Oddens                                            | Aalsterweg, tegenover nr. 289 (Eikenburg)                                                         | brons                                |                                                                     |
| 2007                 | Zonder titel (drie objekten)                                             | Wim Geeven                                             | Henri Dunantpark, zijde Tempellaan                                                                | metaal                               |                                                                     |
| 2007                 | Waterspuwers                                                             | Renée Reijnders                                        | Winkelcentrum Woensel voor nr. 63                                                                 |                                      |                                                                     |
| 2008                 | Eindhoven Studentenstad                                                  | Liesbeth Rutten                                        | Kerkstraat voor nr. 2A                                                                            | brons                                |                                                                     |
| 2008                 | Vijf blokken                                                             | Heinz Reijnders                                        | Stadswandelpark                                                                                   |                                      |                                                                     |
| 2009                 | Duif                                                                     | Rogier Walrecht                                        | Kloosterdreef, tegenover De Greide                                                                | staal                                |                                                                     |
| 2010                 | Karel Vermeeren, buste                                                   | Peter Nagelkerke                                       | Ten Hagestraat, Vermeerenplantsoen                                                                | brons                                |                                                                     |
| 2010                 | Kinetisch DAF Monument                                                   | Gijs van Bon                                           | In het Eindhovensch Kanaal, langs de ijzeren hefbrug en het DAF Museum                            | beton, metaal                        |                                                                     |
| 2010                 | Portobello                                                               | Teo Baehler                                            | Frederika van Pruisenweg tegenover nr. 12                                                         | polyester                            |                                                                     |
| 2011                 | Monument Operation Oyster                                                | Peter Nagelkerke                                       | Mathildelaan, tegenover nr. 2 (politiebureau)                                                     | brons                                |                                                                     |
| 2011                 | Nijlpaarden                                                              | Hans Goddefroy                                         | St Bonifaciuslaan, tegenover nr. 70                                                               | brons                                |                                                                     |
| 2012                 | Grote Liefde                                                             | Frank van Waes                                         | Michelangelolaan, op ziekenhuisterrein, ca. 100 m tegenover nr. 7                                 |                                      | Grote Liefde                                                        |
| 2012                 | Spirello                                                                 | Jos Blersch                                            | Edenstraat, tegenover Rodenbachlaan                                                               | brons                                | Spirello                                                            |
| 2012(?)              | Drijvende zonnepanelen                                                   | Alex Vermeulen                                         | TU/e, voor gebouw Vertigo                                                                         |                                      | Drijvende zonnepanelen                                              |
| 2013                 | Supertol                                                                 | Tijs Rooijakkers                                       | Winston Churchilllaan, bij Veldmaarschalk Montgomerylaan                                          | hout                                 | Supertol                                                            |
| 2016                 | monument voor de Herculesramp                                            | Hans van Eerd                                          | Stadhuisplein 1, achter stadhuis, langs de Dommel                                                 | cortenstaal                          | Monument Herculesramp                                               |
| 2016                 | Glaspoortmonument                                                        | Rens Vos                                               | PSV-laan                                                                                          | staal                                | Glaspoortmonument                                                   |
| 2017-2018            | sculptuur                                                                | Pieter Obels                                           | Dr. Schaepmanlaan 1                                                                               | cortenstaal                          |                                                                     |
| 2019                 | De Drentslamp (Drents dorp)                                              | Ed van Gennip                                          | Halvemaanstraat, voor nr. 19 (rotonde Zwaanstraat)                                                |                                      |                                                                     |
| 2019                 | Facilitating fruitfull Growth                                            | Juul Rameau                                            | Rein Welschenlaan 1, voor gebouw Brainport Industries Campus                                      | staal                                |                                                                     |
| 2020                 | De hoogte in                                                             | Maarten Baas                                           | Tramstraat, naast 37 (Paterskerk)                                                                 |                                      |                                                                     |
| 2021                 | Indisch moluks herdenkingsmonument - Eren, verbinden, meedoen, doorgeven | Marleen de Man                                         | Ds Theodor Fliednerstraat 5, links van hoofdingang Peppelrode                                     |                                      |                                                                     |
| 2021                 | Turn panic into magic                                                    | Erwin Thomasse                                         | Bilderdijklaan, zijkant Van Abbe museum                                                           |                                      |                                                                     |
| 2022                 | Loom Light                                                               | Titia Ex                                               | Nachtegaallaan, nabij hoek Kanaaldijk-Zuid                                                        |                                      |                                                                     |
| 2023                 | Poort naar de toekomst (buste van Gerard Philips)                        | Andreas Hetfeld                                        | Gloeilampplantsoen, hoek Achtseweg-Zuid / Beukenlaan                                              | cortenstaal                          |                                                                     |
| 2023                 | Brutalistische Aap                                                       | Joep van Lieshout                                      | Vincent van den Heuvellaan bij nr. 11                                                             |                                      |                                                                     |
| ????                 | Monument voor de Woenselse Watermolen                                    | Sam van Embden                                         | TU/e                                                                                              | staal                                |                                                                     |